# 阿哈爾足球會
阿哈爾足球會（FC Ahal）簡稱阿哈爾，是一間位於土庫曼斯坦的職業足球會。成立於1989年，現於土庫曼斯坦足球甲級聯賽角逐。
1989–91年間球會於蘇聯足球乙級聯賽角逐。
阿哈爾1992年開始於土庫曼斯坦足球甲級聯賽角逐，並得到第3名，但次年球隊被解散，球隊在1998至1999年重新開始角逐。

## 成就
- 土庫曼斯坦足球甲級聯賽
  - 亞軍 : 2014
  - 季軍: 1992

- 土庫曼斯坦足盃: (3)
  - 冠軍: 2013, 2014，2017

- 土庫曼斯坦超級盃
  - 冠軍: 2014

## 外部連結
- Ahal - FIFA （页面存档备份，存于）